# Научна експедиция в Добруджа
Научната експедиция в Добруджа е осъществена по време на Първата световна война.
Тя започва през лятото на 1916 г. като своеобразно продължение на другата научна експедиция в Македония и Поморавието.
Според Букурещкия договор, сключен на 10 август 1913 г., Румъния откъсва от България Южна Добруджа, т.е. цяла Добруджа, която е люлката на българската държавност, се оказва под румънска власт.
През есента на 1916 г. българската армия настъпва и до края на годината освобождава Добруджа. След тоталния разгром на Кралство Румъния по време на т.нар. Румънска кампания Южна Добруджа е върната на България, но над Северна Добруджа се установява кондоминиум от страна на Централните сили. Целта на научната експедиция в Добруджа е да даде исторически, демографски или други права за притежанието на цяла Добруджа от България.
През ноември 1916 г. Стефан Недев представя своя доклад, който става основа за по-нататъшната дейност на научната експедиция в Добруджа. На 15 януари 1917 г. той представя и допълнителен доклад.
За предварително проучване на Добруджа Главният щаб на Българската армия, който по това време е базиран в Кюстендил, прибягва до етнографите Стефан Костов и Антон Стоилов, съответно етнографи към Първа и Втора армия в Македония и Поморавието. Те са командировани в Добруджа, съответно първият от 5 декември 1916 до 13 април 1917 и от 19 юли до 2 август 1917 г., а вторият - през януари и февруари 1917 г. По-късно към Трета армия (в Добруджа) е назначен специален археолог етнограф - Любомир Попов.
На 14 март 1917 г. между Главния щаб на Българската армия и ръководството на организацията за национална култура „Добруджа“ е сключено споразумение за условията за провеждането на едно комплексно проучване на Добруджа, подобно на научната експедиция в Македония и Поморавия, извършено през лятото на предходната 1916 г. За общ отговорник координатор е определен поручик Милан Марков, прокурор при Софийския военно-полеви съд. Негови помощници са Драгомир Панев, д-р Иван Пенаков и варненският адвокат Александър Дякович. И четиримата са изтъкнати дейци на Добруджанската организация. За участие в научната експедиция са командировани още проф. Михаил Арнаудов - по въпросите на фолклора; проф. Стоян Романски - по въпросите на етнографията и историята; Стилиян Чилингиров, поддиректор на Народната библиотека в София - по въпросите на културно-просветното дело; варненският археолог Карел Шкорпил - за археологическите ценности; Димитър Страшимиров и Петър Габе - по общоисторически и политически въпроси. Със специална мисия в Букурещ е изпратен Богдан Филов, по това време директор на археологическия музей.
Научната експедиция в Добруджа е проведена във времето от април до юли 1917 г., като единствените пречки били от страна на немските власти по линия на наложения кондоминиум над Северна Добруджа.
Успоредно с научната експедиция се включили и други български учени по специфични въпроси, а именно професорите Анастас Иширков, Васил Златарски, Любомир Милетич, Димитър Мишайков и Владимир Моллов. Те излизат със съвместно издание през 1918 г., а именно сборника „Добруджа. География, история, етнография, стопанско и държавно-политическо значение“, издание на Съюза на българските учени, писатели и художници. В този сборник са включени и проучванията на четирима участници в експедицията, а именно Михаил Арнаудов, Стилиян Чилингиров, Карел Шкорпил и Стоян Романски.
Проучванията на останалите участници в научната експедицията в Добруджа излизат в отделни книги и брошури, издания предимно на Добруджанската организация. Всички тези научни материали и изследвания са издирени и публикувани в обща книга през 1994 г.